# ستيفن صنداي
ستيفن صنداي (بالإسبانية: Stephen Sunday؛ بالإنجليزية: Stephen Sunday) هو لاعب كرة قدم نيجيري وإسباني في مركز الوسط، ولد في 17 سبتمبر 1988 في لاغوس في نيجيريا. شارك مع منتخب إسبانيا تحت 19 سنة لكرة القدم ومنتخب إسبانيا تحت 20 سنة لكرة القدم ومنتخب إسبانيا تحت 21 سنة لكرة القدم ومنتخب نيجيريا لكرة القدم. أما مع النوادي، فقد لعب مع ألانيا سبور وأوساسونا واتحاد أبناء سخنين وبوليديبورتيفو إيخيذو وريال بيتيس وريال سولت ليك وريال موناركس وسسكا صوفيا ونادي فالنسيا ونومانسيا.

## وصلات خارجية
- ستيفن صنداي على موقع الاتحاد الدولي (مؤرشف)  (الإنجليزية)
- ستيفن صنداي على موقع اتحاد تركيا (لاعب) (الإنجليزية)
- ستيفن صنداي على موقع الدوري الأمريكي (الإنجليزية)
- ستيفن صنداي على موقع قاعدة بيانات كرة القدم.إي يو (الإنجليزية)
- ستيفن صنداي على موقع ناشيونال فوتبول تيمز (الإنجليزية)
- ستيفن صنداي على موقع Soccerway.com (الإنجليزية)
- ستيفن صنداي على موقع عالم كرة القدم.نت (الإنجليزية)
- ستيفن صنداي على موقع AS.com (الإسبانية)